# Santa Rita de Casia, Guanajuato
Santa Rita de Casia är en ort i Mexiko.   Den ligger i kommunen Santiago Maravatío och delstaten Guanajuato, i den centrala delen av landet, 210 km väster om huvudstaden Mexico City. Santa Rita de Casia ligger 1 740 meter över havet och antalet invånare är 615.
Terrängen runt Santa Rita de Casia är platt åt nordväst, men åt sydost är den kuperad. Runt Santa Rita de Casia är det ganska glesbefolkat, med 50 invånare per kvadratkilometer. Närmaste större samhälle är Salvatierra, 11,3 km öster om Santa Rita de Casia. Trakten runt Santa Rita de Casia består till största delen av jordbruksmark.